# Ausgabefrequenz
Die Ausgabefrequenz entspricht im Bereich der Drucktechnik der Auflösung der Bilddaten. Sie gibt an, wie viele Bildpunkte pro Längeneinheit (zum Beispiel cm) digitalisiert wurden.
Für den mehrfarbigen Offsetdruck mit einer Rasterfrequenz von 60 Punkte pro cm (entspricht 150 Punkte pro Inch), sollte die Ausgabefrequenz bei 300 Punkten pro Inch liegen, dabei liegen dann für die Erzeugung des Rasterpunktes jeweils 4 Bildpunkte (2 in jeder Richtung) vor. Bei Schwarz-Weiß-Abbildungen kommt es durch die Notwendigkeit einer Detaildarstellung zu Ausgabefrequenzen bis zu 2400 Punkten pro Inch. Abhängig von notwendigen Maßstabsänderungen der Vorlage zur Reproduktion sind die notwendigen Auflösungen im Scanner auch deutlich höher oder niedriger. 
- Beispiel: Bei einem Maßstab von 200 % muss für die gleiche Ausgabefrequenz mit einer doppelten Auflösung gescannt werden, um die gleichen Detailinformationen aus der Vorlage zu erhalten. Bei einem Maßstab kleiner 100 % verringert sich die Auflösung entsprechend.